# 白石良夫
白石 良夫（しらいし よしお、1948年 - ）は、日本の国文学者・国語学者。学位は、文学博士（九州大学・論文博士・1999年）（学位論文「江戸時代学芸史論考」）。元佐賀大学教授。

## 人物
愛媛県生まれ。1974年九州大学文学部国文科卒業。1977年同大学院修士課程修了。
純真女子短期大学講師、1980年北九州大学講師、1983年文部省教科書調査官、1999年「江戸時代学芸史論考」で、文学博士の学位を九州大学より取得。2004年文部科学省主任教科書調査官。2009年佐賀大学文化教育学部教授。
国語教科書検定に従事しながら研究を行った。

## 著書

### 単著
- 『最後の江戸留守居役』筑摩書房〈ちくま新書〉、1996年。ISBN 4480056742 ※依田學海の評伝
  - 『幕末インテリジェンス：江戸留守居役日記を読む』新潮社〈新潮文庫〉、2007年。ISBN 9784101328515
- 『江戸時代学芸史論考』三弥井書店、2000年。ISBN 4838230826
- 『説話のなかの江戸武士たち』岩波書店、2002年。ISBN 4000236334
- 『本居宣長「うひ山ぶみ」全読解：虚学のすすめ』右文書院、2003年。ISBN 4842100354
- 『かなづかい入門：歴史的仮名遣 vs 現代仮名遣』平凡社〈平凡社新書〉、2008年。ISBN 9784582854268
- 『古語の謎：書き替えられる読みと意味』中央公論新社〈中公新書〉、2010年。ISBN 9784121020833
- 『古語と現代語のあいだ：ミッシングリンクを紐解く』NHK出版〈NHK出版新書〉、2013年。ISBN 9784140884096
- 『注釈・考証・読解の方法：国語国文学的思考』文学通信、2019年。ISBN 9784909658173
- 『虚学のすすめ：基礎学の言い分』文学通信、2021年。ISBN 9784909658494

### 共著
- 『江戸のノンフィクション』渡辺憲司、法月敏彦共著、東京書籍〈東書選書〉、1993年。ISBN 4487722357
- 『小城鍋島文庫の古典籍たち』中尾友香梨共著、文学通信、2025年。ISBN 486766085X

### 校訂など
- 井沢蟠龍『広益俗説弁』校訂、平凡社東洋文庫、1989年。ISBN 9784582805031
- 井沢蟠龍『広益俗説弁・続編』湯浅佳子共校訂、平凡社東洋文庫、2005年。ISBN 9784582807356
- 本居宣長『「うひ山ぶみ」全訳注』、講談社学術文庫、2009年。ISBN 9784062919432